# Zoot Allures
Zoot Allures ist ein Album von Frank Zappa, das 1976 erstmals veröffentlicht wurde. Es war Zappas einziges Album, das bei Warner Bros. Records erschien. Wegen eines Rechtsstreits mit seinem früheren Manager Herb Cohen war sein Vertrag mit DiscReet Records vorübergehend auf Warner Bros. übertragen worden. Der Titel lässt sich im Deutschen mit „Fesche Allüren“ wiedergeben und ist zudem eine Anspielung auf den französischen Ausdruck Zut alors!, dessen sinngemäße Übersetzung etwa „So ein Mist aber auch!“ lautet.
Das Album war ursprünglich als Doppel-LP geplant. Aus unbekannten Gründen arrangierte Zappa das Album um und kürzte die Liste der enthaltenen Titel. Eine für das Magazin Circus herausgegebene Testpressung des Albums enthielt eine andere Titelliste mit den Stücken Sleep Dirt, The Ocean Is the Ultimate Solution, Filthy Habits und Night of the Iron Sausage, jedoch ohne Wind Up Workin’ in a Gas Station und Zoot Allures. Die Stücke Zoot Allures, The Torture Never Stops und Black Napkins wurden später charakteristische Stücke im Live-Repertoire Zappas.
Wonderful Wino wurde erstmals veröffentlicht auf der Jeff Simmons LP von 1969, Lucille Has Messed My Mind Up.
Auf den von Gary Heery stammenden Coverfotos sind (neben Zappa und Terry Bozzio) auch die Musiker Patrick O’Hearn und Eddie Jobson zu sehen, die zu dieser Zeit zwar bereits Zappas neu formierter Band angehörten, jedoch an den auf Zoot Allures veröffentlichten Aufnahmen nicht beteiligt waren.

## Titelliste (LP)
Alle Stücke von Frank Zappa, sofern nicht anders vermerkt.

### Seite eins
1. Wind Up Workin’ in a Gas Station – 2:29
2. Black Napkins – 4:15
3. The Torture Never Stops – 9:45
4. Ms. Pinky – 3:40

### Seite zwei
1. Find Her Finer – 4:07
2. Friendly Little Finger – 4:17
3. Wonderful Wino (Jeff Simmons, Frank Zappa) – 3:38
4. Zoot Allures – 4:12
5. Disco Boy – 5:11

## Mitwirkende Musiker
- Frank Zappa – Gitarre, Synthesizer, Bass, Keyboard, Gesang
- Terry Bozzio – Schlagzeug
- Davey Moiré – Gesang
- Andre Lewis – Orgel Gesang
- Roy Estrada – Bass, Gesang
- Napoleon Murphy Brock – Saxophon, Gesang
- Ruth Underwood – Synthesizer, Marimba
- Captain Beefheart – Mundharmonika
- Ruben Ladron de Guevara – Gesang
- Dave Parlato – Bass
- Lu Ann Neil – Harfe
- Sparky Parker – Gesang

## Chartplatzierungen
Album - Billboard (Nordamerika)
| Jahr | Chart      | Position |
| ---- | ---------- | -------- |
| 1976 | Pop Albums | 61       |